# Kalaoflugsnappare
Kalaoflugsnappare (Cyornis kalaoensis) är en fågelart i familjen flugsnappare inom ordningen tättingar.

## Utseende och läte
Kalaoflugsnappare är djupblå ovan med något ljusare ögonbrynsstreck. Den är vidare svart på hakan och ansiktssidorna, orange på buken och vit på strupen. På bröstet och undergumpen är den vit hos hanen, orangeaktig hos honan. Lätena är dåligt kända. 

## Utbredning och systematik
Arten förekommer endast på ön Kalao söder om Sulawesi. Den kategoriserades tidigare som underart till sulawesiflugsnapparen, men urskiljs sedan 2022 som egen art av eBird/Clements, sedan 2023 även av International Ornithological Congress baserat på skillnader i både utseende och läte.

## Levnadssätt
Kalaoflugsnapparen hittas i skogsområden, skogsbryn och buskmarker. Där undgår den lätt upptäckt men kan vara lätt att komma nära.

## Status
IUCN erkänner den ännu inte som art, varför dess hotstatus formellt inte fastställts.